# Tramwaje w Satif
Tramwaje w Satif − system komunikacji tramwajowej w algierskim mieście Satif. 

## Historia
Tramwaje konne w Satif uruchomiono w XX w. Linia tramwajowa o długości 1,5 km połączyła miasto ze stacją kolejową na linii Algier−Konstantyna. Linię tę zlikwidowano w latach 40. XX w.
8 maja 2014 roku rozpoczęły się prace budowlane, których zakończenie przewidziano po 40 miesiącach. Sieć ma mieć docelowo ponad 22 km długości i 30 przystanków. Pierwszą linię tramwajową o długości 15,2 km i mającą 26 przystanków otwarto 8 maja 2018. Linia przebiegająca w osi wschód-zachód łączy końcówkę 11 Décembre 1960 na wschodzie z uniwersytetem po zachodniej stronie miasta, gdzie dodatkowo rozdziela się na dwa krótkie odcinki. Do obsługi linii zakupiono 26 dwukierunkowych tramwajów Alstom Citadis 402, składających się z 7 członów i liczących 44 m długości. W ramach drugiego etapu inwestycji planowana jest budowa nowej linii o długości 6,2 km w kierunku południowym, do strefy przemysłowej.